# Miguel Cané (Argentine)
Pour les articles homonymes, voir Miguel Cané.
Miguel Cané est une localité rurale argentine située dans le département de Quemú Quemú, dans la province de La Pampa.

## Toponymie
Ce nom est un hommage à l'écrivain et homme politique Miguel Cané.

## Histoire
Miguel Cané a été fondée le 8 mai 1908, sur des terres appartenant à des descendants de Miguel Cané, auteur du livre Juvenilia, décédé en 1905, et dont le nom s'est distingué dans la région comme propriétaire de colonies de campagne dans le lieu ; de plus, selon l'histoire de la fondation, elle comprenait une vente aux enchères de terres à la charge d'Eduardo de Chapeaurouge. L'année 1908 présente également une caractéristique importante, puisqu'elle est la plus prolifique en matière de naissance de villes dans La Pampa. Il est donc nécessaire de souligner qu'entre 1906 et 1911, près de 50 villes ont été fondées dans cette province.
Comme presque toutes les villes de la zone d'arrivée du chemin de fer, l'emplacement de Cané, à environ 15 km de la province de Buenos Aires, était étroitement lié au tracé du chemin de fer ; et bien que les données ne soient pas précises quant à la date de la pose du rail, on se souvient encore des rails d'acier comme d'un élément fondamental des débuts de la ville. En 1909 déjà, Cané possédait sa première école, à laquelle s'ajouta plus tard une autre école rurale, obtenant son organisation communale en 1919, atteignant plus tard la hiérarchie de la municipalité et depuis 1956, elle possède l'établissement social Dr José Ingenieros, dans le bâtiment duquel un centre gériatrique a plus tard fonctionné. De même, la bibliothèque populaire Rivadavia, le tribunal de paix, le bureau du registre civil, la police et la succursale de la banque de La Pampa faisaient également partie de la vie de la localité.
Sa communauté a généré ses propres entités sociales telles que la Sociedad Española et le Club Social y Deportivo Miguel Cané (Club social et sportif Miguel Cané), qui a connu ses heures de gloire dans l'activité footballistique, et bien que cette institution ait disparu, le Club Juventud Regional (Club régional de la jeunesse) a continué à fonctionner.

## Démographie
La localité compte 803 habitants (Indec, 2010), soit une augmentation de 14,7 % par rapport au précédent recensement de 2001 qui comptait 700 habitants.